# برايان جي. لويس
برايان جي. لويس هو سياسي أمريكي، ولد في 1929 في إسكس في المملكة المتحدة. نشط حزبياً في الحزب الجمهوري. وقد انتخب عضو مجلس نواب واشنطن ‏.